# Hans-Joachim Baeuchle
Hans-Joachim Baeuchle (* 15. April 1922 in Freiburg im Breisgau; † 11. November 2007 in Hinterzarten) war ein deutscher Politiker (SPD).

## Leben
Hans-Joachim Baeuchle, der römisch-katholischen Glaubens war, legte im Jahr 1940 das Abitur ab und nahm nach dem Reichsarbeitsdienst von 1941 an am Zweiten Weltkrieg teil. Nach der Freilassung aus der Kriegsgefangenschaft 1946 absolvierte er ein Studium der Rechts- und Staatswissenschaften und war anschließend bei mehreren Landratsämtern tätig. Nach dem Rückzug aus der Politik führte er bis 1993 zusammen mit seiner Ehefrau die familieneigene Buchhandlung in Hinterzarten, die mittlerweile von seiner Tochter geleitet wird. Im Jahr 1957 erschienen von ihm verfasste Artikel in den Schriften des Hohenzollerischen Geschichtsvereins.
Im November 2007 starb er im Alter von 85 Jahren in Hinterzarten.

## Politik
Baeuchle beantragte am 7. Oktober 1940 die Aufnahme in die NSDAP und wurde rückwirkend zum 1. September desselben Jahres aufgenommen (Mitgliedsnummer 7.826.066). Ab 1946 gehörte er der SPD an. In den Jahren 1951 bis 1961 war er Bürgermeister in Haigerloch und dann bis 1974 Bürgermeister der Stadt Schelklingen. Von 1959 an war er Mitglied des Hohenzollernschen Kommunallandtages in Sigmaringen. Ab 1965 gehörte er dem Kreistag des Landkreises Ehingen an. 1969 wurde er über die Landesliste der SPD Baden-Württemberg in den Deutschen Bundestag gewählt. Die Wahlperiode wurde durch vorzeitige Neuwahl im September 1972 ein Jahr früher beendet als geplant. Daneben war er ÖTV- und SPD-Kreisvorsitzender, Aufsichtsrat in verschiedenen kommunalen Unternehmen und Gerichtsgeschworener.

### Steiner-Wienand-Affäre
Nach seinem Ausscheiden aus dem Bundestag war er im Jahr 1973 Kronzeuge im Untersuchungsausschuss zur Steiner-Wienand-Affäre. In seinem Haus hatte am 28. April ein Treffen zwischen dem CDU-Abgeordneten Julius Steiner, mit dem Baeuchle lange Zeit im Hechinger Kreistag saß, und dem Geschäftsführer der SPD-Bundestagsfraktion Karl Wienand stattgefunden. Dabei ist wahrscheinlich eine Zahlung von 50 000 DM an Steiner und seine Stimmenthaltung beim Misstrauensvotum gegen Willy Brandt vier Wochen später angebahnt worden. Baeuchle war zwar nicht die ganze Zeit beim Gespräch dabei, sagte aber aus, dass über Zahlungsmodalitäten und den „Wert“ eines Abgeordnetenmandats im Allgemeinen gesprochen wurde. Baeuchle selbst gab an, er habe mit diesem arrangierten Treffen zur Rettung der Ostverträge beitragen wollen.

### Abwahl
In Schelklingen wurden daraufhin Versuche angestellt, Baeuchle als Bürgermeister abzuwählen. Der Gemeinderat war dazu bereit, mit der Nachbargemeinde zum Nachteil der Stadt statt einer Eingemeindung eine Fusion einzugehen, um dadurch eine Neuwahl zu erzwingen. Baeuchle musste als parteiloser Kandidat antreten, da seine SPD-Fraktion den CDU-Kandidaten unterstützte. Während des Wahlkampfes wurden in einer Kampagne viele Vorwürfe laut, gegen die er erfolgreich gerichtlich vorging. Von der Staatsanwaltschaft Ulm wurde „kein strafrechtlich relevantes Verhalten“ festgestellt, die Bürgermeisterwahl 1974 verlor er jedoch.